# Martie Wells
Martie Wells is een Amerikaans waterskiër.

## Levensloop
Wells werd in 2003 wereldkampioen in de Formule 1 van het waterski racing.

## Palmares
- Wereldkampioenschap: 2003